# Good Time (film)
Good Time è un film del 2017 diretto da Josh e Benny Safdie, con protagonista Robert Pattinson.

## Trama
Connie Nikas, un delinquente newyorkese di poco conto, convince suo fratello minore Nick, affetto da una disabilità dello sviluppo, a partecipare a una rapina in banca il cui bottino gli permetterebbe di fuggire in Florida con lui. Il colpo fila liscio finché durante la fuga una mazzetta-civetta esplode nella borsa contenente i 65.000 dollari rubati, ricoprendo tutto di colorante. Dopo essersi ripuliti al meglio delle loro possibilità, i due continuano la fuga, ma vengono notati da un'auto della polizia e inseguiti: Nick finisce per essere arrestato, mentre Connie riesce a scappare.
Nonostante la sua condizione, Nick viene rinchiuso a Rikers Island assieme ai criminali comuni, subendo un pestaggio che lo lascia privo di coscienza. Nel frattempo, Connie, ricercato dalla polizia, tenta di pagare la cauzione del fratello con ciò che è rimasto del bottino, ma ha bisogno di altri 10.000 dollari: sfrutta quindi il suo ascendente su Corey, una donna insicura con cui ha una relazione, per convincerla a versare la somma rimanente con la carta di credito di sua madre. Quest'ultima tuttavia congela il conto e Connie scopre che Nick è ricoverato in ospedale sorvegliato dalla polizia.
Connie si infiltra nottetempo nell'edificio e, approfittando di un cambio della guardia, vi conduce fuori un Nick incosciente e coperto di bende, allontanandosi a bordo di un servizio di trasporto per degenti e le loro famiglie. Lì, convince una signora a ospitarli a casa sua per la notte, dove fa la conoscenza della spigliata nipote sedicenne della donna, Crystal: mentre stanno guardando la televisione, il telegiornale dà notizia dei crimini di Connie, costringendo quest'ultimo a sedurre la ragazza per distrarla. I due stanno per avere un rapporto sessuale, quando l'uomo che ha portato via dall'ospedale riprende conoscenza e Connie si rende conto di aver liberato un perfetto sconosciuto, scambiandolo per il fratello sotto le bende.
L'uomo, Ray, è un ex-galeotto finito in ospedale dopo una rimpatriata finita male a base di LSD, che rischia di perdere la libertà vigilata per quest'evasione involontaria. Non potendo riportarlo indietro né rimanere in casa a causa delle ricerche della polizia, Connie decide di cercare una bottiglietta di soluzione lisergica perduta da Ray la serata precedente, che lui sostiene valere diverse migliaia di dollari. I due si introducono in un parco divertimenti dove Ray ritrova la bottiglia, ma viene scoperto da un guardiano notturno: Connie riesce a sopraffarlo e a rubargli i vestiti, mentre Ray gli versa in gola dell'LSD liquido, facendolo allucinare. Sopraggiunta la polizia, Connie si finge una guardia e fa arrestare quella vera come fosse l'intruso, ma a finire arrestata è anche Crystal, rimasta ad aspettarli ai cancelli del parco.
Avuto l'indirizzo, i due si rifugiano nell'appartamento della guardia. Connie, ancora alla ricerca dei soldi per la cauzione, si impadronisce della bottiglia e chiede a Ray di trovare qualcuno disposto ad acquistarla, accordandosi alla fine per venderla a uno spacciatore amico di Ray: l'uomo accetta, mentre in realtà si accorda con Ray per tornare armato e riprendersi il maltolto. Subodorando qualcosa, Connie riesce a sopraffare Ray e fuggire con la droga, ma viene arrestato dalla polizia che ha circondato l'edificio, perdendo la bottiglia nella colluttazione. Ray assiste alla scena da dentro l'appartamento e avvisa il complice della posizione della droga; poi, braccato anche lui, cerca di scappare dalla finestra: prima di essere condotto via, catatonico, da una volante della polizia, Connie assiste alla caduta mortale di Ray.
Tempo dopo, un Nick convalescente viene iscritto al corso di terapia di gruppo da cui Connie lo aveva ritirato.

## Produzione
Le riprese del film sono iniziate il 3 gennaio 2016 a New York.

## Colonna sonora
La colonna sonora del film è stata composta dal musicista sperimentale statunitense Daniel Lopatin, meglio noto come Oneohtrix Point Never. Pubblicata il 10 agosto 2017 da Warp Records, contiene anche un brano cantato da Iggy Pop, The Pure and the Damned, presente nel film durante i titoli di coda.

### Tracce
Testi e musiche di Oneohtrix Point Never.
1. Good Time – 6:52
2. Bail Bonds – 2:24
3. 6th Floor – 1:16
4. Hospital Escape / Access-A-Ride – 4:11
5. Ray Wakes Up – 3:51
6. Entry to White Castle – 2:25
7. Flashback – 3:24
8. Adventurers – 1:00
9. Romance Apocalypse – 2:13
10. The Acid Hits – 3:44
11. Leaving the Park – 5:13
12. Connie – 5:04
13. The Pure and the Damned (feat. Iggy Pop) – 4:29

## Distribuzione

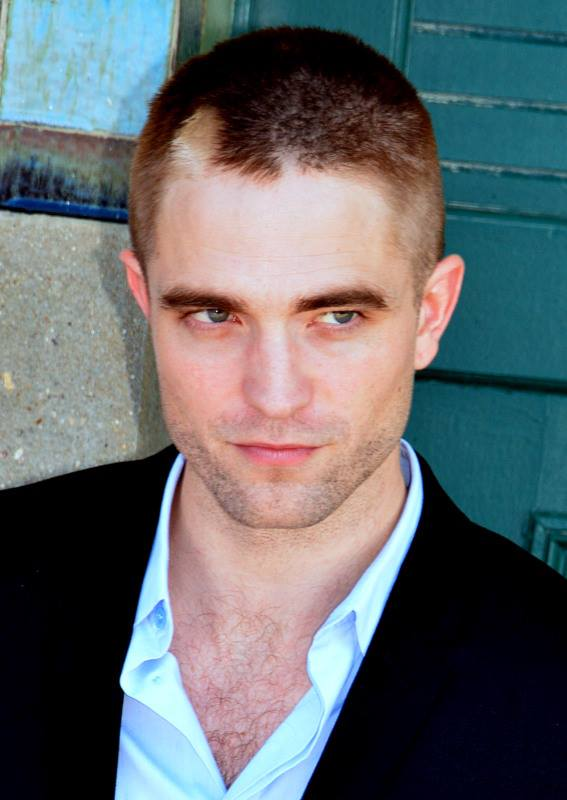
Pattinson all'anteprima del film al Festival del cinema americano di Deauville del 2017.

Il film è stato presentato in anteprima il 25 maggio 2017 in concorso al 70º Festival di Cannes. Ha avuto una distribuzione limitata nelle sale cinematografiche statunitensi da parte di A24 a partire dall'11 agosto dello stesso anno, per poi espandersi a partire dal 25 agosto. È stato presentato anche al Festival del cinema americano di Deauville il 5 settembre 2017.
In Italia, il film è stato distribuito da Movies Inspired a partire dal 26 ottobre 2017.

## Accoglienza

### Incassi
Il film ha incassato 2 milioni di dollari nel Nord America.

### Critica
Sull'aggregatore Rotten Tomatoes il film riceve il 92% delle recensioni professionali positive con un voto medio di 7,64 su 10 basato su 228 critiche, mentre su Metacritic ottiene un punteggio di 80 su 100 basato su 41 critiche.
Il film è stato incluso nella classifica dei 25 migliori film dell'anno dalla rivista Sight & Sound, posizionandosi al settimo posto. Anche Cahiers du cinéma lo ha posizionato al settimo posto nella sua classifica dei migliori film dell'anno.

## Riconoscimenti
- 2017 - Evening Standard British Film Awards
  - Candidatura per il miglior attore a Robert Pattinson
- 2017 - Festival di Cannes[4][15]
  - Cannes Soundtrack Award a Oneohtrix Point Never
  - In competizione per la Palma d'oro
- 2017 - Gotham Independent Film Awards[16]
  - Candidatura per il miglior film
  - Candidatura per il miglior attore protagonista a Robert Pattinson
- 2017 - Jerusalem Film Festival
  - Candidatura per il miglior film internazionale
- 2017 - Locarno Festival
  - Candidatura per il Variety Piazza Grande Award
- 2017 - San Diego Film Critics Society Awards[17]
  - Candidatura per il miglior attore a Robert Pattinson
- 2018 - Independent Spirit Awards[18]
  - Candidatura per il miglior regista a Josh e Benny Safdie
  - Candidatura per il miglior attore protagonista a Robert Pattinson
  - Candidatura per la miglior attrice non protagonista a Taliah Lennice Webster
  - Candidatura per il miglior attore non protagonista a Benny Safdie
  - Candidatura per il miglior montaggio a Ronald Bronstein e Benny Safdie
- 2018 - Satellite Award[19]
  - Candidatura per il miglior attore a Robert Pattinson